# Fredrik Jan Hofmann
Fredrik Jan Hofmann (* 1977 in Frankfurt am Main) ist ein deutsch-schwedischer Schauspieler.

## Leben
Hofmann wuchs mit Deutsch und Schwedisch als Muttersprachen auf. In seiner Jugend spielte er Fußball und Basketball im Verein. Von 1999 bis 2003 absolvierte er eine Schauspielausbildung am Max Reinhardt Seminar in Wien, die er 2003 mit dem Schauspieldiplom abschloss. Dabei erhielt er das Begabten-Stipendium der Tokyo-Foundation. Zu seinen Schauspiellehrern gehörten u. a. Grazyna Dylag, Peter Simonischek und Martin Schwab.
Bereits während seiner Ausbildung hatte er erste Theaterengagements am Staatstheater Mainz (2002) und am Théâtre National du Luxembourg (2002; als Ruprecht in Der zerbrochne Krug, Regie; Frank Hoffmann). Mit dieser Produktion gastierte er 2002 auch bei den Ruhrfestspielen in Recklinghausen. Sein erstes Festengagement hatte er am Theater Heidelberg (2003–2005). Dort spielte er u. a. den Redakteur Labude in einer Bühnenfassung des Romans Fabian und den Schüler Reiting in einer Bühnenfassung des Romans Die Verwirrungen des Zöglings Törleß (Regie: Wolfgang Maria Bauer). Anschließend folgte ein Festengagement am Theater Aachen (2005–2009). Dort gehörten Lysander in Ein Sommernachtstraum, Edmund in König Lear, Gregor Samsa in Die Verwandlung, der Schüler Basini in einer Bühnenfassung des Romans Die Verwirrungen des Zöglings Törleß und Orestes in Die Orestie zu seinen Rollen. Im April 2010 sprang er am Theater Aachen kurzfristig als Buchhalter Johannes Pinneberg in einer Bühnenfassung des Romans Kleiner Mann – was nun? ein. 2014 hatte er nochmals ein Gastengagement am Theater Aachen.
Ab Sommer 2009 arbeitete Hofmann als freischaffender Schauspieler. Er hatte Engagements u. a. am Theater Rampe in Stuttgart (Spielzeit 2009/10 und 2013), am Theater St. Gallen (2010; als Ferdinand in Der jüngste Tag von Ödön von Horváth) und am Schauspielhaus Köln (2011). In der Spielzeit 2011/12 übernahm er am Opernhaus Dortmund die Rolle des Kanzlisten Njegus in der Operette Die lustige Witwe. Ab Beginn der Spielzeit 2015/16 war Hofmann bis zum Ende der Spielzeit 2022/23 festes Ensemblemitglied am Schauspielhaus Graz. Seine Antrittsrolle war im September 2015 die Titelrolle in Merlin oder Das wüste Land von Tankred Dorst.
Darüber hinaus spielte er meist kleinere Rollen in verschiedenen Fernsehproduktionen. Schwerpunkt seiner beruflichen Tätigkeit als Schauspieler war stets die Theaterarbeit.  Nach der Mitwirkung in einigen Kurzfilmen kamen ab 2010 regelmäßige Fernsehrollen hinzu. Hofmann hatte Episodenrollen u. a. in den Fernsehserien Heiter bis tödlich: Henker & Richter (2011), Hotel 13 (2012; als Jury-Mitglied Steven Fuller), Der Lehrer (2014) und Heiter bis tödlich: Koslowski & Haferkamp (2014). 
In der 12. Staffel der ZDF-Krimiserie SOKO Köln (2014) war er in einer Episodenhauptrolle zu sehen. Er spielte den Gärtnereibesitzer Kevin Meyer, den Bruder des Mordopfers und Escort-Girls Jennifer Meyer.
Er arbeitete als Dozent für Schauspiel und Sprecherziehung an der Akademie für Darstellende Kunst Baden-Württemberg in Ludwigsburg und an der FH Aachen.
Hofmann lebte während seiner Engagements in Deutschland in Köln und Aachen. Mittlerweile lebt er in Graz und Wien.

## Filmografie (Auswahl)
- 2001: Trauma (Kurzfilm)
- 2009: Täter und Opfer (Kurzfilm)
- 2011: Marie Brand und die Dame im Spiel (Fernsehfilm)
- 2011: Ein Fall für die Anrheiner
- 2011: Heiter bis tödlich: Henker & Richter (Fernsehserie; Folge: Der Terminator von Ulan-Bator)
- 2012: Hotel 13 (Fernsehserie)
- 2014: Wilsberg: Nackt im Netz (Fernsehfilm)
- 2014: Der Lehrer (Fernsehserie; Folge: Sie reden auch erst und denken dann, oder?)
- 2014: SOKO Köln (Fernsehserie; Folge: Der große Wurf)
- 2014: Heiter bis tödlich: Koslowski & Haferkamp (Fernsehserie; Folge: Personenschutz für Fortgeschrittene)
- 2015: Über den Tag hinaus (Fernsehfilm)
- 2021: SOKO Donau (Fernsehserie; Folge: Das Rätsel)
- 2024: In aller Freundschaft – Die jungen Ärzte (Fernsehserie; Folge: Verunsicherung)
- 2024: Die Bergretter (Fernsehserie; Folge: Ein letzter Augenblick)